# Luis Fonseca (sztangista)
Luis Fonseca Retana (ur. 25 grudnia 1949 w San José) – kostarykański sztangista, olimpijczyk.
Reprezentował Kostarykę na igrzyskach olimpijskich w Meksyku w 1968 roku w wadze średniej. W wyciskaniu zaliczył tylko pierwszą próbę na 107,5 kg, druga i trzecia (obie na 112,5 kg) były próbami nieudanymi. Po tej konkurencji Fonseca zajmował ostatnią pozycję.
W rwaniu dwie pierwsze próby na 92,5 i 97,5 kg zaliczył, ale trzecią na 100 kg spalił. Podobnie było w podrzucie, zaliczył dwa pierwsze podejścia (125 i 130 kg), a trzeciego na 135 kg już nie. W podrzucie i rwaniu również miał najgorsze wyniki; łączny rezultat Kostarykanina (335 kg) dał mu ostatnie 17. miejsce.